# Ларжантьер (округ)
Ларжантьер (фр. Largentière) — округ (фр. Arrondissement) во Франции, один из округов в регионе Рона-Альпы. Департамент округа — Ардеш. Супрефектура — Ларжантьер.
Население округа на 2006 год составляло 92 267 человек. Плотность населения составляет 48 чел./км². Площадь округа составляет всего 1928 км².